# خلاف (نبات)
خِلاف أو زَقّوم أو زَيْزَفون أو زيزفون كاذب (الاسم العلمي: Elaeagnus)/ˌɛliːˈæɡnəs/,، جنس نباتات مُزهرة من رتبة الورديات وفصيلة الخلافية. يضم حوالي 50 إلى 70 نوعًا.

## الأنواع
من أنواعه:
- خلاف ضيق الورق
- خلاف كثير الزهر
- خلاف فضي